# 월곡역사박물관
대구광역시 달서구 상인동에 위치한 대구광역시의 박물관. 단양 우씨 열락당 종중에서 건립 및 운영하는 문중박물관으로, 월곡역사공원과 함께 임진왜란 당시 의병을 일으킨 우배선 선생님의 공적을 추모하기 위해 설립되었다.

## 역사
월곡역사박물관(月谷歷史博物館)은 단양 우씨가 우배선 선생님을 기리기 위해 설립한 것이 시작이며, 대구광역시 달서구 문화유산보존사업으로 선정되어 공사 후 2002년 5월 월곡역사공원 개원과 함께 같이 개관하였다.

## 시설
연면적 1,665㎡ 규모로 약 8,000여 점의 유물을 소장하고 있다.
1층에는 사무실, 시청각실, 농경시대생활관이 있으며, 농경시대생활관에는 우씨 문중에서 수집한 500여 점의 생활용품과 농기구가 전시되어 있다. 2층에는 4개의 전시실이 있으며. 제 1전시실인 월곡공자료실에는 화원 우배선 의병진 관련자료인 군공책과 갑옷이, 제 2·3전시실인 역대선조자료실에는 단양우씨 월촌 종중에서 소장한 교지와 호적, 토지대장 등이, 제 4전시실은 장서실 및 현대관자료실로, 고서적과 현대의 유품들이 보관되어 있다.
야외 전시장에는 방앗간과 대장간의 생활용품이 진열되어 있어 선조들의 생활 모습을 살펴볼 수 있으며,  국가지정문화재 보물로 지정된 ‘화원 우배선 의병진 관련자료-군공책’ 과 대구 지역 의병 활동 자료들을 소장하고 있는 것이 특징이다.

## 기타
월곡역사공원과 더불어 단양 우씨 와의 연관이 깊다. 실제로 2013년엔 월곡역사박물관 회의실에서 단양우씨 추모재 종중 정기총회가 열리기도 하였다.

## 교통
근처에 월곡공영주차장이 조성되어 있으며, 24시간 운영되고 있다.